# Jefimija Karakašević
Jefimija Karakašević (in serbo Јефимија Кaрaкaшевић?; Senta, 13 agosto 1989) è un'ex cestista serba.

## Carriera
Ala grande-centro di 191 cm, ha giocato in Serie A1 con Chieti.
Con la Serbia ha disputato i Giochi del Mediterraneo di Pescara 2009.